# Barrage de Bardha
 (avril 2024).
Le barrage de Bardha est un barrage-poids sur la rivière Talera dans le village de Deoriya du district de Bundi au Rajasthan, en Inde. C'est une destination touristique populaire pendant la saison de la mousson où des milliers de touristes viennent de différents districts de l'État du Rajasthan, notamment à Kota, Bundi, Baran Jhalawar, Bhilwara et Jaipur,.

## Histoire
Le barrage de Bardha est un ancien barrage construit en 1872. Il a été construit par le britannique Dewan Robertson de l'État princier Bundi à des fins d'irrigation dans la ville d'Alphangagr,.

## Architecture et attractivité
La longueur du barrage est d'environ 200 mètres et sa hauteur d'environ 6,4 mètres. Un grand nombre de touristes viennent pendant la saison de la mousson pour voir la cascade. Les gens visitent également les rochers des contreforts,.
En raison de l'eau claire et de la verdure luxuriante, le barrage est également connu sous le nom de "Goa d'Hadoti".
De nombreux types d'oiseaux aquatiques peuvent être observés à cet endroit, notamment des cigognes, des écumeurs indiens et des flamants roses,.